# Эльгорт, Энсел
Э́нсел Элгорт (англ. Ansel Elgort; род. 14 марта 1994)— американский актёр, певец и диджей (под именем Ansølo).

## Ранние годы
Родился в Нью-Йорке, в семье фотографа Артура Эльгорта и оперного режиссёра Грет Барретт Холби. У него также есть брат Уоррен и сестра Софи.

## Карьера
Карьера Энсела Эльгорта как актёра началась в 2013 году. Его дебютным фильмом стал «Телекинез», в этой уже третьей по счёту экранизации книги «Кэрри» Эльгорт сыграл второстепенную роль Томми Росса. Его коллегами по съёмочной площадке стали Хлоя Грейс Морец и Джулианна Мур. Мировая премьера фильма состоялась в октябре 2013 года. Его вторым фильмом стал «Дивергент», в котором Энсел сыграл роль Калеба Прайора, брата главной героини Беатрис в исполнении Шейлин Вудли. В 2014 году Эльгорт сыграл главную мужскую роль в фильме «Виноваты звёзды», в котором его напарницей вновь была Шейлин Вудли. В том же 2014 году Эльгорт сыграл роль Тима Мунэя в фильме «Мужчины, женщины и дети».
В 2014 году Эльгорт был признан одним из лучших актёров в возрасте до 20 лет.
19 марта 2015 года состоялась премьера фильма «Дивергент, глава 2: Инсургент». Набирающий известность актёр также снялся в главных ролях в фильмах «Малыш на драйве» и «Клуб миллиардеров», которые вышли в мировой прокат в 2017 и 2018 годах соответственно. В октябре 2018 года стало известно, что Энсел Эльгорт сыграет главную роль в фильме по мотивам бродвейского мюзикла «Вестсайдская история». Режиссёром фильма выступит Стивен Спилберг, съемки начались весной 2019 года. В сентябре 2019 года в свет вышла экранизация романа «Щегол», где Энсел Эльгорт также исполняет главную роль.

## Личная жизнь
В 2012 году Эльгорт начал встречаться с балериной Виолеттой Комышан, с которой познакомился во время учёбы в школе. Они расстались в августе 2014 года, но вновь сошлись в январе 2015 года. В 2022 году они расстались. В 2022 году его видели с девушкой.

## Фильмография
| Год  |   | Русское название              | Оригинальное название           | Роль             |
| ---- | - | ----------------------------- | ------------------------------- | ---------------- |
| 2013 | ф | Телекинез                     | Carrie                          | Томми Росс       |
| 2014 | ф | Дивергент                     | Divergent                       | Калеб Прайор     |
| 2014 | ф | Виноваты звёзды               | The Fault in Our Stars          | Огастус Уотерс   |
| 2014 | ф | Мужчины, женщины и дети       | Men, Women & Children           | Тим Муни         |
| 2015 | ф | Дивергент, глава 2: Инсургент | The Divergent Series: Insurgent | Калеб Прайор     |
| 2015 | ф | Бумажные города               | Paper Towns                     | Мейсон           |
| 2016 | ф | Дивергент, глава 3: За стеной | The Divergent Series: Allegiant | Калеб Прайор     |
| 2017 | ф | Малыш на драйве               | Baby Driver                     | Малыш / Майлз    |
| 2017 | ф | Ноябрьские преступники        | November Criminals              | Эддисон Шахт     |
| 2018 | ф | Дубликат                      | Jonathan                        | Джонатан / Джон  |
| 2018 | ф | Клуб миллиардеров             | Billionaire Boys Club           | Джо Хант         |
| 2019 | ф | Щегол                         | The Goldfinch                   | Теодор Деккер    |
| 2021 | ф | Вестсайдская история          | West Side Story                 | Тони             |
| 2022 | с | Полиция Токио                 | Tokyo Vice                      | Джейк Адельштейн |

## Награды и номинации
| Год  | Награда               | Категория                                | Работа                    | Результат | Примечание                               |
| ---- | --------------------- | ---------------------------------------- | ------------------------- | --------- | ---------------------------------------- |
| 2014 | NewNowNext Awards     | Лучший новый ведущий актёр               | Виноваты звёзды           | Победа    |                                          |
| 2014 | MTV Millennial Awards | Роман растопивший экран                  | Виноваты звёзды           | Победа    | Совместно с Шейлин Вудли                 |
| 2014 | Teen Choice Awards    | Лучший поцелуй в фильме                  | Виноваты звёзды           | Победа    | Совместно с Шейлин Вудли                 |
| 2014 | Молодой Голливуд      | Лучшая химия в фильме                    | Виноваты звёзды           | Победа    | Совместно с Шейлин Вудли и Нэтом Вулффом |
| 2014 | Молодой Голливуд      | Лучшая мужская роль (драма)              | Виноваты звёзды           | Победа    |                                          |
| 2014 | Молодой Голливуд      | Прорывной актёр                          | Виноваты звёзды Дивергент | Победа    |                                          |
| 2014 | Молодой Голливуд      | Лучшая пара на экране                    | Виноваты звёзды           | Победа    |                                          |
| 2014 | Молодой Голливуд      | Любимый фанатами актёр                   | не указана                | Победа    |                                          |
| 2014 | Молодой Голливуд      | Прорывной актёр                          | не указана                | Номинация |                                          |
| 2015 | MTV Movie Awards      | Лучшее мужская роль                      | Виноваты звёзды           | Номинация |                                          |
| 2015 | MTV Movie Awards      | Прорывная роль                           | Виноваты звёзды           | Номинация |                                          |
| 2015 | MTV Movie Awards      | Лучшее появление без рубашки             | Виноваты звёзды           | Номинация |                                          |
| 2015 | MTV Movie Awards      | Лучший дуэт                              | Виноваты звёзды           | Номинация | Совместно с Шейлин Вудли                 |
| 2015 | Выбор критиков        | Лучший молодой актёр или актриса         | Виноваты звёзды           | Номинация |                                          |
| 2015 | Dorian Awards         | Восходящая звезда года                   | не указана                | Номинация |                                          |
| 2015 | Teen Choice Awards    | Лучшая мужская роль (боевик)             | Инсургент                 | Номинация |                                          |
| 2017 | Золотой Глобус        | Лучшая мужская роль (комедия или мюзикл) | Малыш на драйве           | Номинация |                                          |
| 2017 | CinemaCon Award       | Мужская звезда завтрашнего дня           | Малыш на драйве           | Победа    |                                          |
| 2017 | Teen Choice Awards    | Лучшая летняя мужская кинозвезда         | Малыш на драйве           | Номинация |                                          |
| 2018 | Empire Awards         | Лучший мужской дебют                     | Малыш на драйве           | Номинация |                                          |
| 2018 | MTV Movie & TV Awards | Лучшая мужская роль                      | Малыш на драйве           | Номинация |                                          |